# Оборона Цинциннати
Оборона Цинциннати — сражение, произошедшее 1—13 сентября 1862 года в ходе Кентуккийской компании Гражданской войны в США.

## Предыстория
После начала 28 августа 1862 года наступления генерала Брэгга 2-я дивизия генерал-майора Генри Хета была направлена на север для отвлекающего удара по 6-му по величине городу США Цинциннати. Прямой начальник Хета — генерал-майор Смит понимал, что для захвата города у Хета физически не хватает сил, так как тот располагал всего 8000 солдатами против 25 000 федеральных солдат. Тогда Смит приказал Хету лишь совершить «устрашающий манёвр», но не атаковать город.

## Оборона
Узнав о приближении конфедератов к городу, его мэр Джордж Хез поручил его оборону генерал-майору Лью Уоллесу. Тот немедленно ввел в городе военное положение, а также изъял шестнадцать пароходов под свое командование, и мобилизовал из жителей Цинциннати, и близлежащих Ковингтона и Ньюпорта около 60 000 мужчин для отрядов местной милиции. Кроме того в милиции набрался и целый отряд чернокожих, которым платили по 13$ в месяц, как и рядовому солдату армии Союза. Отряд чернокожих получил звучное прозвище «Черная бригада».
На протяжении 8 миль от населённого пункта Ледлоу до Форт Томаса милиция и солдаты федеральной армии прорыли сеть траншей и ДЗОТов для защиты города от наступающих южан. Строительством командовал полковник Чарльз Уиттлейси, который затем был заменен майором инженерных войск Джеймсом Симпсоном. Тем не менее, на все 8 миль линии обороны северяне располагали всего пятнадцатью орудиями.
Дивизия генерал-майора Хета наступающая со стороны Легсингтона, подошла с юга к Ковингтону уже 6 сентября. После разведки боем линии обороны в нескольких местах, Хет понял, что любая попытка прорвать её будет бессмысленной и обернётся крупными потерями для его дивизии. Дивизия Хета находилась на одном месте пять дней. После нескольких боестолкновений с солдатами федеральных войск и ополченцами 10—11 сентября недалеко от Форт Майкла, Хет начал отступление и днем 12 сентября 1862 года вернулся в Лексингтон.

## Последствия
В тот же день Уоллес по телеграфу запросил от своего непосредственного начальника генерал-майора Горацио Райта разрешения преследовать отступающего Хета. Написав «Если вы позволите, я бы мог направить для преследования мятежников днём и ночью, 20 000 человек». Райт не дал разрешения на проведение операции столь крупными силами, так как они нужны были ему в сражениях против основных сил генерала Брэгга.
Тем не менее на преследование 2-й дивизии Хета были посланы незначительные силы. Они нагнали дивизию конфедератов 17 сентября у городка Флоренс (штат Кентукки). Тем не менее федералистам не удалось навязать дивизии крупного сражения и всё ограничилось лишь незначительной перестрелкой. Тем не менее 25 сентября 1862 года федералисты сами были атакованы в своем лагере недалеко от местечка Уэлтон (штат Кентукки), группой из 500 южан из дивизии Хёта под командованием полковника Бейзила Дьюка, после продолжительного боя остатки отряда федеральных войск были вынуждены с большими потерями вернуться на север.